# Chueca
Chueca Madrid egyik negyede, amelyet a kerület legfőbb teréről, Plaza de Chueca-ról nevezteke el. A negyed Madrid meleg negyedként ismert ma. 

## Népesség
A település népessége az utóbbi években az alábbiak szerint változott: